# Iivari Partanen
Ivar Aleksander „Iivari“ Partanen (* 16. Juli 1880 in Wyborg, Russisches Kaiserreich; † 8. April 1947 in Helsinki) war ein finnischer Kunstturner.

## Biografie
Iivari Partanen belegte bei den Olympischen Sommerspielen 1908 in London im Einzelmehrkampf den 85. Platz.
1903, 1906 und 1912 wurde er Finnischer Meister mit der Mannschaft von Viipurin Reipas.